# Кентервільський привид
«Кентервільський привид» — іронічне оповідання ірландського письменника Оскара Вайлда, написане у 1887 році. «Кентервільський привид» з підзаголовком матеріально-ідеалістична історія вперше опубліковане на сторінках журналу «The Court and Society Review». Має багато телевізійних і театральних адаптацій.

## Сюжет

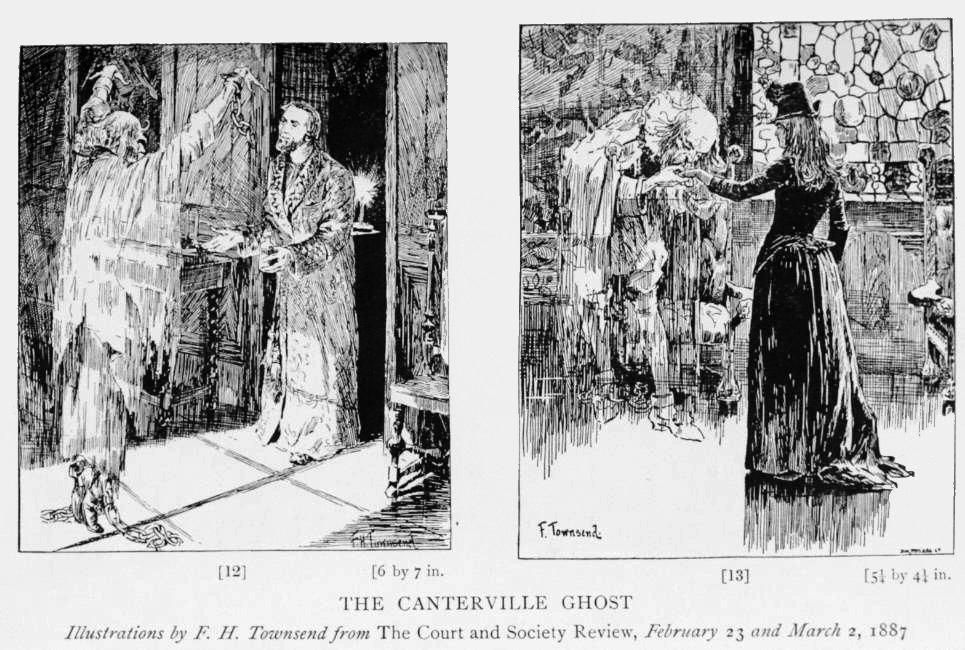
Ілюстрації з оповідання «Кентервільський привид»

Американський посол Сент-Джеймс Гайрам Б. Отіс купує в англійця лорда Кентервіля заміський будинок. Він ігнорує застереження Кентервіля, що в будинку є привид сера Саймона, та переїжджає туди з дружиною та дітьми.
До родини Отісів належать містер і місіс Отіс, їхній старший син Вашингтон, донька Вірджинія та молодші сини-близнюки. Містер Отіс упевнений, що привидів не існує, і має дуже матеріалістичний погляд на світ. Але невдовзі місіс Отіс помічає загадкову пляму крові на підлозі. Домогосподарка, місіс Умні, пояснює, що ця пляма є доказом реальності привида, бо її неможливо витерти. Вашингтон Отіс припускає, що пляму легко можна вивести хімікатами, і справді відтирає її. Потім привид, закутий у ланцюги, з'являється перед містером Отісом у його спальні. Проте чоловік зовсім не лякається, а пропонує мастило, щоб привид змастив свої ланцюги. Розлючений привид викидає пляшку мастила і біжить у коридор.
Містер Отіс сприймає привида лише як джерело шуму, тому намірюється забрати в нього ланцюги. Близнюки Отіс кидають у привида подушками, змушуючи його втекти. Пізніше пляма крові на підлозі біля каміна з'являється знову. Щоразу, коли її відтирають, нова виявляється іншого кольору. Привид набуває різних жахливих подоб, однак, родина Отісів не боїться його. Діти влаштовують на привида пастки та майструють власного «привида» з тканини й гарбуза, що лякає сера Саймона.
Але Вірджинія, п'ятнадцятирічна донька посла, відрізняється від решти сім'ї. Сер Саймон каже їй, що не спав триста років і розповідає трагічну історію своєї дружини, леді Елеонори Кентервільської, яку він убив при житті; за це брати Елеонори покарали його, заморивши голодом. Вірджинія пропонує привиду переїхати до США, але сер Саймон хоче лише отримати вічний спокій. Для цього потрібно, щоб людина з чистою душею плакала за ним і молилася за нього, а потім повинна супроводити його до Саду Смерті. Вірджинія погоджується зробити це та розуміє значення вірша, написаного в бібліотеці. Вона плаче за сером Отісом і молиться за нього, а потім супроводжує до Саду Смерті, всупереч попередженням демонів, які намагаються злякати дівчину. Привид покидає світ людей, а перед цим віддячує Вірджинії, подарувавши скриньку зі старовинними коштовностями.
Вірджинія розповідає батькам і лорду Кентервілю про свою зустріч із привидом. Лорд дякує за те, що вона врятувала його предка, та оголошує коштовності власністю Вірджинії. Наприкінці оповідання Вірджинія виходить заміж за герцога Чеширського після того, як вони обоє досягли повноліття. Через багато років вона розповідає своєму чоловікові, що зустріч з привидом допомогла їй зрозуміти — любов сильніша за життя і смерть.

## Адаптації

### Кіно
- Кентервільський привид (The Canterville Ghost, 1944)
- Кентервільський привид (Кентервильское привидение, 1970) — анімаційний фільм.
- Повелитель привидів (Bhoothnath, 2008)
- Кентервільський привид (Le Fantôme de Canterville, 2016)
- Кентервільський привид (The Canterville Ghost, 2023) — анімаційний фільм.